# Cornucopina collatata
Cornucopina collatata är en mossdjursart som beskrevs av Hayward 1981. Cornucopina collatata ingår i släktet Cornucopina och familjen Bugulidae. Inga underarter finns listade i Catalogue of Life.